# Seismisches Moment
Das seismische Moment {\displaystyle M_{0}}  ist – wie die seismische Energie oder die Magnitude – ein Maß für die Stärke eines Erdbebens.
Es berechnet sich aus
{\displaystyle M_{0}=\mu Au},
wobei
- {\displaystyle \mu } der Schubmodul des Gesteins entlang der Bruchfläche (normalerweise 30 Gigapascal)
- {\displaystyle A} die Bruchfläche
- {\displaystyle u} die durchschnittliche Verschiebung entlang der Bruchfläche A ist.

Für historische Erdbeben kann das seismische Moment aus geologischen Schätzungen der Bruchfläche und der Verschiebung berechnet werden, für heutige Erdbeben werden innerhalb kurzer Zeit Schätzwerte aus den Seismogrammen berechnet.
Das seismische Moment ist die Grundlage der Momenten-Magnituden-Skala, des heute in der Seismologie üblichen Maßes für die Stärke eines Erdbebens.